# 德保豆蔻
德保豆蔻（学名：Amomum tuberculatum）为姜科豆蔻属下的一个种。

## 扩展阅读
維基物種上的相關：德保豆蔻